# アンナ・ヤルヴィネン

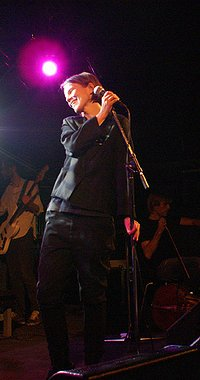
アンナ・ヤルヴィネン

アンナ・ヤルヴィネン（Anna Järvinen、1970年4月16日 – ）は、フィンランドのヘルシンキ出身の歌手。生まれたのはフィンランドだが、6歳の時に母親が結婚前に住んでいたスウェーデンのストックホルムのタビーへと引っ越している。
1998年から2004年まではスウェーデンのバンド、グラナダで活動をしていた。作詞やボーカル、ハーモニカ演奏などを担当しており、3枚のアルバムと1枚のシングルをリリースした。2007年にはアルバムJag Fick Feelingをリリースし、ソロ活動を開始した。2008年にはオムニバスアルバム、Ipanapa 2にOnnenpäivänenの曲で参加している。

## ディスコグラフィー
- Jag fick feeling (2007)
- Man var bland molnen (2009)